# Kalungait
Kalungait ist ein sehr selten vorkommendes Mineral aus der Mineralklasse der „Sulfide und Sulfosalze“ mit der chemischen Zusammensetzung PdAsSe und damit chemisch gesehen ein Palladium-Arsen-Selenid. Als enge Verwandte der Sulfide werden die Selenide in dieselbe Klasse eingeordnet.
Kalungait kristallisiert im kubischen Kristallsystem, konnte aber bisher nur in Form plattiger, unregelmäßiger Mineral-Aggregate bis etwa 0,3 mm Größe gefunden werden. Das Mineral ist in jeder Form undurchsichtig (opak) und zeigt auf den Oberflächen der bleigrauen, im Auflicht auch creme- bis cremegraufarbenen, Aggregate einen metallischen Glanz. Seine Strichfarbe ist dagegen schwarz.

## Etymologie und Geschichte
Synthetisch konnte die Verbindung PdAsSe bereits 2001 durch Aloys J. Foecker und Wolfgang Jeitschko dargestellt werden. Anhand der Synthese ließ sich auch die Kristallstruktur ermitteln.
Als natürliche Mineralbildung wurde Kalungait erstmals in der Gold-Mine Buraco do Ouro (13° 47′ 45″ S, 47° 27′ 35″ W) bei Cavalcante im brasilianischen Bundesstaat Goiás entdeckt. Analysiert und beschrieben wurde das Mineral durch N. F. Botelho, M. A. Moutra, R. C. Peterson, C. J. Stanley und D. V. G. Silva, die es nach der Gemeinschaft der Kalunga benannten, die als Nachkommen afrikanischer Sklaven außerhalb von Cavalcante und anderen nahe gelegenen Städten leben.
Die Untersuchungsergebnisse und der gewählte Name für das neu entdeckte Mineral wurden 2003 zur Prüfung bei der International Mineralogical Association eingereicht (interne Eingang-Nr. der IMA: 2004-04), die den Kalungait als eigenständige Mineralart anerkannte. Die Publikation der Erstbeschreibung folgte drei Jahre später im Fachmagazin Mineralogical Magazine.
Das Typmaterial des Minerals in Form eines polierten Dünnschliffs wurde den Erstbeschreibern zufolge im Natural History Museum in London, England unter der Katalog-Nr. BM2004,35 aufbewahrt. Diese Angabe wird allerdings im Typmineral-Katalog der IMA nicht bestätigt.

## Klassifikation
Da der Kalungait erst 2003 als eigenständiges Mineral anerkannt und dies erst 2006 publiziert wurde, ist er in der veralteten 8. Auflage der Mineralsystematik nach Strunz noch nicht verzeichnet.
Im zuletzt 2018 überarbeiteten und aktualisierten Lapis-Mineralienverzeichnis nach Stefan Weiß, das sich aus Rücksicht auf private Sammler und institutionelle Sammlungen noch nach dieser alten Form der Systematik von Karl Hugo Strunz richtet, erhielt das Mineral die System- und Mineral-Nr. II/D.18-43. In der „Lapis-Systematik“ entspricht dies der Klasse der „Sulfide und Sulfosalze“ und dort der Abteilung „Sulfide mit dem Stoffmengenverhältnis Metall : S,Se,Te < 1 : 1“, wo Kalungait zusammen mit Cobaltit, Gersdorffit, Hollingworthit, Irarsit, Jolliffeit, Milotait, Platarsit, Tolovkit, Ullmannit und Willyamit die „Cobaltitgruppe“ mit der System-Nr. II/D.18 bildet.
Die von der IMA zuletzt 2009 aktualisierte 9. Auflage der Strunz’schen Mineralsystematik ordnet den Kalungait dagegen in die Abteilung der „Metallsulfide mit M : S ≤ 1 : 2“ ein. Diese ist zudem weiter unterteilt nach dem genauen Stoffmengenverhältnis und den in der Verbindung vorherrschenden Metallen, so dass das Mineral entsprechend seiner Zusammensetzung in der Unterabteilung „M : S = 1 : 2, mit Fe, Co, Ni, PGE usw.“ zu finden ist, wo es zusammen mit Changchengit, Cobaltit, Gersdorffit-P213, Gersdorffit-Pa3, Gersdorffit-Pca21, Hollingworthit, Irarsit, Jolliffeit, Krutovit, Maslovit, Mayingit, Michenerit, Milotait, Padmait, Platarsit, Testibiopalladit, Tolovkit, Ullmannit und Willyamit die „Gersdorffitgruppe“ mit der System-Nr. 2.EB.25 bildet.
Auch die vorwiegend im englischen Sprachraum gebräuchliche Systematik der Minerale nach Dana ordnet den Kalungait in die Klasse der „Sulfide und Sulfosalze“ und dort in die Abteilung der „Sulfidminerale“ ein. Hier ist er in der „Cobaltitgruppe (Kubische oder pseudokubische Kristalle)“ mit der System-Nr. 02.12.03 innerhalb der Unterabteilung „Sulfide – einschließlich Seleniden und Telluriden – mit der Zusammensetzung AmBnXp, mit (m+n) : p = 1 : 2“ zu finden.

## Chemismus
Die idealisierte (theoretische) Zusammensetzung von Kalungait (PdAsSe) besteht aus Palladium (Pd), Arsen (As) und Selen (Se) im Stoffmengenverhältnis von 1 : 1 : 1. Dies entspricht einem aus dem Atomgewicht der Elemente berechneten Massenanteil (Gewichts-%) von 40,88 % Pd, 28,78 % As und 30,33 % Se. Da sich Arsen und Selen in der Verbindung wie schwefelähnliche Nichtmetalle verhalten, werden diese zusammengezählt und das Stoffmengenverhältnis entsprechend mit Metall : Schwefel (Selen, Tellur) = 1 : 2 angegeben.
Acht Messungen mit einer Cameca-SX50-Mikrosonde am Rand und im Kern des Typmaterials ergaben im Durchschnitt eine leicht abweichende Zusammensetzung von 41,32 Gew.-% Pd, 27,49 Gew.-% As und 27,67 Gew.-% Se sowie zusätzlich geringe Gehalte von 1,59 Gew.-% Antimon (Sb), 1,22 Gew.-% Schwefel (S) und 0,35 Gew.-% Bismut (Bi), die einen Teil des Arsens und Selens diadoch ersetzen.

## Kristallstruktur
Kalungait kristallisiert kubisch in der Raumgruppe Pa3 (Raumgruppen-Nr. 205) mit dem Gitterparameter a = 6,089(4) Å sowie vier Formeleinheiten pro Elementarzelle.

## Bildung und Fundorte
Kalungait bildete sich in einer hydrothermalen Gold-Lagerstätte in den quarz- und muskovitreichen Zonen eines Mylonitgesteins, das in peraluminosen (aluminiumübersättigten) Granit eindrang. Als Begleitminerale traten neben Gold noch Bohdanowiczit, Chalkopyrit, Clausthalit, Guanajuatit, Padmait, Sperrylith und Stibiopalladinit sowie ein unbenanntes Pb-Bi-Se-S-Mineral auf. Als Gang-Minerale traten neben Muskovit und Quarz noch Magnetit und Turmalin hinzu.
Bisher konnte Kalungait nur an dessen Typlokalität, der Gold-Mine Buraco do Ouro bei Cavalcante in Brasilien gefunden werden.